# PCI Express
PCI Express (англ. Peripheral Component Interconnect Express), или PCIe, или PCI-e; также известная как 3GIO (3rd Generation I/O) — компьютерная шина (хотя на физическом уровне шиной не является, будучи соединением типа «точка-точка»), использующая программную модель шины PCI и высокопроизводительный физический протокол, основанный на последовательной передаче данных.
Разработка стандарта PCI Express была начата фирмой Intel после отказа от шины InfiniBand. Официально первая базовая спецификация PCI Express появилась в июле 2002 года.
Развитием стандарта PCI Express занимается организация PCI Special Interest Group. Первые продукты (материнские платы и видеокарты) с поддержкой стандарта PCI Express были представлены в середине 2004 года.

## Описание
В отличие от стандарта PCI, использовавшего для передачи данных общую шину с подключением параллельно нескольких устройств, PCI Express, в общем случае, является пакетной сетью с топологией типа звезда.
Устройства PCI Express взаимодействуют между собой через среду, образованную коммутаторами, при этом каждое устройство напрямую связано соединением типа точка-точка с коммутатором.
Кроме того, шиной PCI Express поддерживается:
- горячая замена карт;
- гарантированная полоса пропускания (QoS);
- управление энергопотреблением;
- контроль целостности передаваемых данных.

Шина PCI Express нацелена на использование только в качестве локальной шины. Так как программная модель PCI Express во многом унаследована от PCI, то существующие системы и контроллеры могут быть доработаны для использования шины PCI Express заменой только физического уровня, без доработки программного обеспечения. Высокая пиковая производительность шины PCI Express позволяет использовать её вместо шин AGP и тем более PCI и PCI-X. Де-факто PCI Express заменила эти шины в персональных компьютерах.

### Протокол

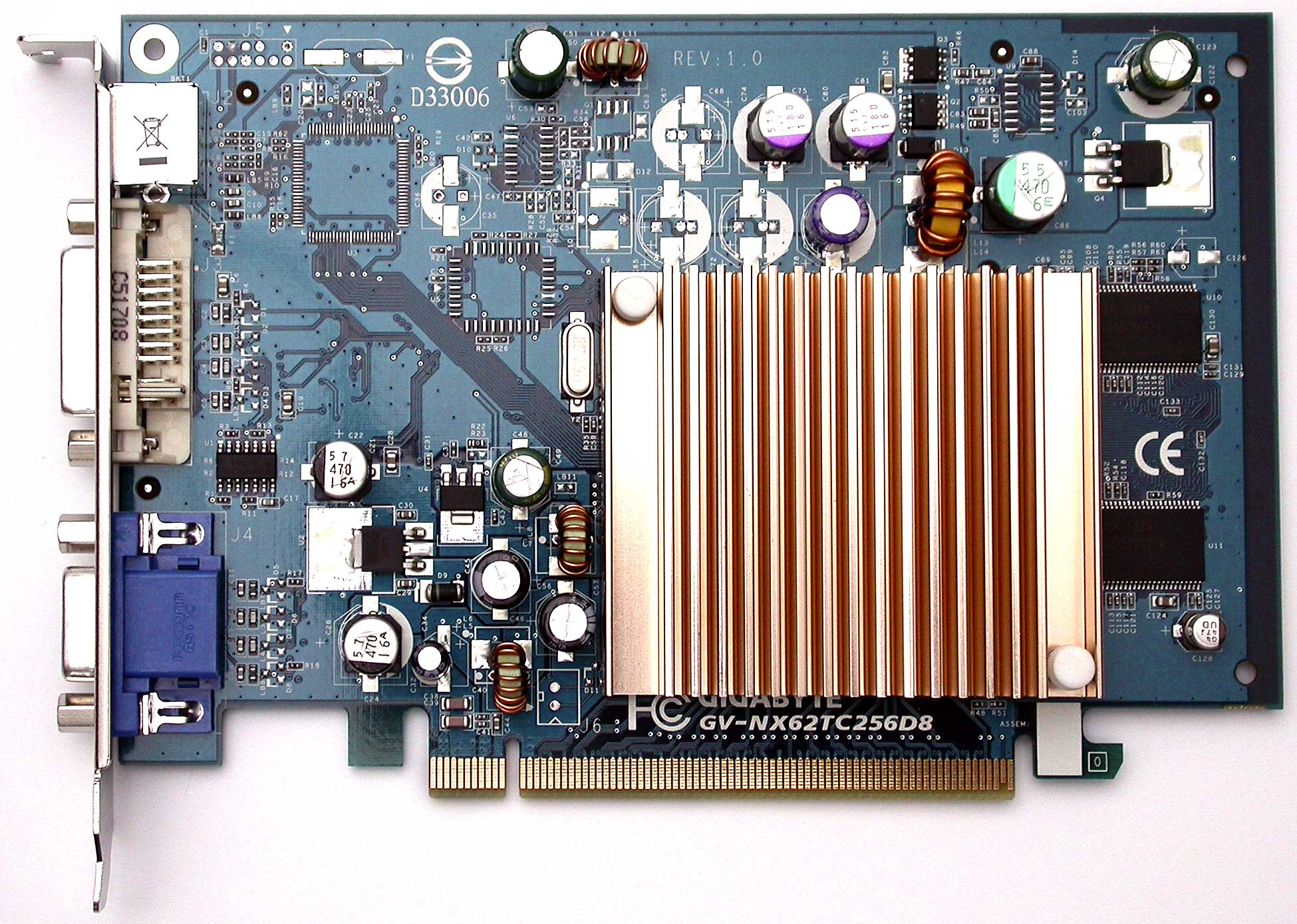
Видеокарта для PCI Express x16

Для подключения устройства PCI Express используется двунаправленное последовательное соединение типа точка-точка, называемое линией (англ. lane — полоса, ряд); это резко отличается от PCI, в которой все устройства подключаются к общей 32-разрядной параллельной двунаправленной шине.
Соединение (англ. link — связь, соединение) между двумя устройствами PCI Express состоит из одной (×1) или нескольких (×2, ×4, ×8, ×16 и ×32) двунаправленных последовательных линий. Каждое устройство должно поддерживать соединение, по крайней мере, с одной линией (×1).
На электрическом уровне каждое соединение использует низковольтную дифференциальную передачу сигнала (LVDS), приём и передача информации производится каждым устройством PCI Express по отдельным двум проводникам, таким образом, в простейшем случае устройство подключается к коммутатору PCI Express четырьмя проводниками.
Использование подобного подхода имеет следующие преимущества:
- карта PCI Express помещается и корректно работает в любом слоте той же или большей пропускной способности (например, карта ×1 будет работать в слотах ×4 и ×16);
- слот большего физического размера может использовать не все линии (например, к слоту ×16 можно подвести проводники передачи информации, соответствующие ×1 или ×8, и всё это будет нормально функционировать; однако при этом необходимо подключить все проводники питания и заземления, необходимые для слота ×16).

В обоих случаях на шине PCI Express будет использоваться максимальное количество линий, доступных как для карты, так и для слота. Однако это не позволяет устройству работать в слоте, предназначенном для карт с меньшей пропускной способностью шины PCI Express. Например, карта ×4 физически не поместится в стандартный слот ×1, несмотря на то, что она могла бы работать в слоте ×1 с использованием только одной линии. На некоторых материнских платах можно встретить нестандартные слоты ×1 и ×4, у которых отсутствует крайняя перегородка, таким образом, в них можно устанавливать карты большей длины, чем разъём. При этом не обеспечивается питание и заземление выступающей части карты, что может привести к различным проблемам.
PCI Express пересылает всю управляющую информацию, включая прерывания, через те же линии, что используются для передачи данных. Последовательный протокол никогда не может быть заблокирован, таким образом задержки шины PCI Express вполне сравнимы с таковыми для шины PCI (заметим, что шина PCI для передачи сигнала о запросе на прерывание использует отдельные физические линии IRQ#A, IRQ#B, IRQ#C, IRQ#D). 
Во всех высокоскоростных последовательных протоколах (например, гигабитный Ethernet) информация о синхронизации должна быть встроена в передаваемый сигнал. На физическом уровне PCI Express использует метод канального кодирования 8b/10b (8 бит в десяти, избыточность — 20 %) для устранения постоянной составляющей в передаваемом сигнале и для встраивания информации о синхронизации в поток данных. Начиная с версии PCI Express 3.0 используется более экономное кодирование 128b/130b с избыточностью 1,5 %.
Некоторые протоколы (например, SONET/SDH) используют метод, который называется скремблинг (англ. scrambling) для встраивания информации о синхронизации в поток данных и для «размывания» спектра передаваемого сигнала. Спецификация PCI Express также предусматривает функцию скремблинга, но скремблинг PCI Express отличается от такового для SONET.

## Спецификации стандарта

### PCI-Express 2.0
Группа PCI-SIG выпустила спецификацию PCI Express 2.0 15 января 2007 года. Основные нововведения в PCI Express 2.0:
- Увеличенная пропускная способность: ПСП одной линии — 500 МБайт/с, или 5 ГТ/с (Гигатранзакций/с).
- Внесены усовершенствования в протокол передачи между устройствами и программную модель.
- Динамическое управление скоростью (для управления скоростью работы связи).
- Оповещение о пропускной способности (для оповещения ПО об изменениях скорости и ширины шины).
- Расширения структуры возможностей[уточнить] — расширение управляющих регистров для лучшего управления устройствами, слотами и интерконнектом).
- Службы управления доступом — опциональные возможности управления транзакциями точка-точка.
- Управление таймаутом выполнения.
- Сброс на уровне функций — опциональный механизм для сброса функций (англ. PCI functions) внутри устройства (англ. PCI device).
- Переопределение предела по мощности (для переопределения лимита мощности слота при присоединении устройств, потребляющих бо́льшую мощность).

PCI-Express 2.0 полностью совместим с PCI Express 1.1 (старые видеокарты будут работать в системных платах с новыми разъёмами, но только на скорости 2,5 ГТ/с, так как старые чипсеты не могут поддерживать удвоенную скорость передачи данных; новые видеоадаптеры будут без проблем работать в старых разъёмах стандарта PCI Express 1.х.).
Внешняя кабельная спецификация PCIe
7 февраля 2007 года PCI-SIG выпустила спецификацию внешней кабельной системы PCIe. Новая спецификация позволяет использовать кабели длиной до 10 метров, работающие с пропускной способностью 2,5 ГТ/с.

#### PCI-Express 2.1
По физическим характеристикам (скорость, разъём) соответствует 2.0, в программной части добавлены функции, которые в полной мере планируют внедрить в версии 3.0. Так как большинство системных плат продаётся с версией 2.0, наличие только видеокарты с 2.1 не даёт задействовать режим 2.1.

### PCI-Express 3.0
В ноябре 2010 года были утверждены спецификации версии PCI Express 3.0. Интерфейс обладает скоростью передачи данных 8 GT/s (Гигатранзакций/с). Но, несмотря на это, его реальная пропускная способность всё равно была увеличена вдвое по сравнению со стандартом PCI Express 2.0. Этого удалось достигнуть благодаря более экономичной схеме кодирования 128b/130b, когда 128 бит данных, пересылаемых по шине, кодируются 130 битами. При этом сохранилась полная совместимость с предыдущими версиями PCI Express. Карты PCI Express 1.x и 2.x будут работать в разъёме 3.0 и, наоборот, карта PCI Express 3.0 будет работать в разъёмах 1.х и 2.х (хотя и не сможет раскрыть весь свой скоростной потенциал). Для 4 линий скорость передачи данных составляет 4 Гбайт/с, для 16 линий — 16 Гбайт/с.
По данным PCI-SIG, первые тесты PCI-Express 3.0 начались в 2011 году, средства для проверки совместимости для партнёров появились лишь в середине 2011 года, а реальные устройства ― только в 2012 году.

### PCI-Express 4.0
PCI-SIG заявила, что PCI-Express 4.0 может быть стандартизирован до конца 2016 года, однако на середину 2016 года, когда ряд чипов уже готовился к изготовлению, СМИ сообщали, что стандартизация ожидается в начале 2017. Позднее сроки стандартизации были перенесены, и спецификация была опубликована только 5 октября 2017 года.
По сравнению со спецификацией PCI Express 3.0 максимальная скорость передачи данных по шине PCI Express удвоена — с 8 до 16 GT/s. Кроме того, уменьшены задержки, улучшена масштабируемость и поддержка виртуализации. Для 4 линий скорость передачи данных составляет 8 Гбайт/с, для 16 линий — 32 Гбайт/с.
7 ноября 2018 года AMD объявила о планах выпуска в продажу в четвёртом квартале 2018 года первого GPU с поддержкой PCI-Express 4.0 x16. 27 мая 2019 года компания Gigabyte объявила о выпуске системных плат серии X570 Aorus. По словам производителя, эти платы «открывают эру PCIe 4.0».

### PCI-Express 5.0
В мае 2019 года появилась окончательная спецификация стандарта PCI Express 5.0. Скорость передачи данных по шине PCI-Express составила 32 GT/s. Ожидается, что подобная скорость положительно повлияет на проекты, связанные с виртуальной реальностью. Для 4 линий скорость передачи данных составляет 15.753 Гбайт/с, для 16 линий — 63.015 Гбайт/с, обе скорости высчитаны с сокращением до тысячных, округлением в меньшую и даны в гига, а не гибибайтах.

### PCI-Express 6.0
11 января 2022 года PCI-SIG официально объявила о выпуске окончательной спецификации PCI Express 6.0. По сравнению с PCIe 5.0 произошло удвоение пропускной способности. Так, скорость передачи данных составляет 64 ГТ/с, а для 16 линий 256 Гбит/с. Кроме того, посредством блока управления потоком (англ. Flit), использовано кодирование, позволяющее применять упрощённую систему коррекции ошибок Low-latency Forward Error Correction (FEC), передачу по схеме с амплитудно-импульсной модуляцией (PAM4) и алгоритма CRC (англ. Cyclic redundancy check), проверяющий без задержек целостность данных. PCI-SIG пообещала первые PCIe 6.0-устройства к концу 2025 года, но уже в июле 2025 Micron анонсировал первый в мире SSD с интерфейсом PCIe 6.0 x4 — Micron 9650 для ИИ-серверов, со скоростью чтения 28 Гбайт/с и записью 14 Гбайт/с.

### PCI-Express 7.0
В июне 2022 PCI-SIG анонсировал разработку спецификации PCI-E 7.0, которая была окончательно принята 11 июня 2025 года. Она обеспечивает скорость передачи данных до 128 ГТ/с и до 512 ГБ/с в каждом направлении в конфигурации ×16 с использованием той же сигнализации PAM4, что и в версии PCI-E 6.0. Удвоение скорости передачи данных достигнуто за счет точной настройки параметров канала для уменьшения потерь сигнала и повышения энергоэффективности.

### PCI-Express 8.0
PCI-SIG намерена разработать спецификацию PCIe 8.0 до 2028 года, чтобы через слот PCIe x16 можно было передавать до 1 Тбайт/с. Однако до ПК стандарт дойдёт нескоро — сначала его внедрят в ИИ-серверах и квантовых компьютерах.

## Пропускная способность
PCIe является полнодуплексным протоколом, то есть потоки приёма и передачи имеют независимые каналы и одинаковые максимальные скорости.
Скорость компьютерных шин принято выражать в гигатранзакциях в секунду. За 1 транзакцию передаётся одно кодовое слово. Для расчёта пропускной способности 1 линии шины необходимо учесть кодировку 8b/10b (англ. 8b/10b encoding) (для PCI-E 3.0 и выше — 128b/130b (англ. 128b/130b encoding).
Например, пропускная способность линии PCIe 1.0 составляет:
2,5 ГТ/с · 8/10 бит/Т = 2 Гбит/с = 0,25 Гбайт/с
А, пропускная способность одной линии PCIe 3.0-3.1:
8 ГТ/с · 128/130 бит/Т = 7,88 Гбит/с = 0,98 Гбайт/с ( 15.75 для 16 линий)

Несмотря на то, что стандарт допускает 32 линии на порт, такие решения физически достаточно громоздки для прямой реализации и выпускаются только в проприетарных разъёмах.
| Год выпуска | Версия PCI Express | Модуляция        | Кодирование | Скорость передачи одной линии | Пропускная способность на x линий полудуплекс | Пропускная способность на x линий полудуплекс | Пропускная способность на x линий полудуплекс | Пропускная способность на x линий полудуплекс | Пропускная способность на x линий полудуплекс |
| Год выпуска | Версия PCI Express | Модуляция        | Кодирование | Скорость передачи одной линии | ×1                                            | ×2                                            | ×4                                            | ×8                                            | ×16                                           |
| ----------- | ------------------ | ---------------- | ----------- | ----------------------------- | --------------------------------------------- | --------------------------------------------- | --------------------------------------------- | --------------------------------------------- | --------------------------------------------- |
| 2004        | 1.0-1.1            | NRZ              | 8b/10b      | 2,5 ГТ/с                      | 0.25 Гбайт/с                                  | 0.5 Гбайт/с                                   | 1 Гбайт/с                                     | 2 Гбайт/с                                     | 4 Гбайт/с                                     |
| 2007        | 2.0-2.1            | NRZ              | 8b/10b      | 5 ГТ/с                        | 0,5 Гбайт/с                                   | 1 Гбайт/с                                     | 2 Гбайт/с                                     | 4 Гбайт/с                                     | 8 Гбайт/с                                     |
| 2010        | 3.0-3.1            | NRZ              | 128b/130b   | 8 ГТ/с                        | 1 Гбайт/с                                     | 2 ГБайт/с                                     | 4 Гбайт/с                                     | 8 Гбайт/с                                     | 16 Гбайт/с                                    |
| 2017        | 4.0                | NRZ              | 128b/130b   | 16 ГТ/с                       | 2 Гбайт/с                                     | 4 Гбайт/с                                     | 8 Гбайт/с                                     | 16 Гбайт/с                                    | 32 Гбайт/с                                    |
| 2019        | 5.0                | NRZ              | 128b/130b   | 32 ГТ/с                       | 4 Гбайт/с                                     | 8 Гбайт/с                                     | 16 Гбайт/с                                    | 32 Гбайт/с                                    | 64 Гбайт/с                                    |
| 2022        | 6.0                | PAM-4, FEC, FLIT | 242b/256b   | 64 ГТ/с                       | 8 Гбайт/с                                     | 16 Гбайт/с                                    | 32 Гбайт/с                                    | 64 Гбайт/с                                    | 128 Гбайт/с                                   |
| 2025        | 7.0                | PAM-4, FEC, FLIT | 242b/256b   | 128 ГТ/с                      | 16 Гбайт/с                                    | 32 Гбайт/с                                    | 64 Гбайт/с                                    | 128 Гбайт/с                                   | 256 Гбайт/с                                   |
| 2028-2030   | 8.0                | PAM-4            |             | 256 ГТ/с                      | 32 Гбайт/с                                    | 62 Гбайт/с                                    | 128 Гбайт/с                                   | 256 Гбайт/с                                   | 512 Гбайт/с                                   |

## Интерфейсы
- MiniCard (Mini PCIe) — замена форм-фактора Mini PCI. На разъём Mini Card выведены шины: ×1 PCIe, USB 2.0 и SMBus.
  - M.2 — вторая версия Mini PCIe, до ×4 PCIe и SATA.
- ExpressCard — подобен форм-фактору PCMCIA. На разъём ExpressCard выведены шины ×1 PCIe и USB 2.0, карты ExpressCard поддерживают горячее подключение.
- AdvancedTCA, MicroTCA — форм-фактор для модульного телекоммуникационного оборудования[2].
- Mobile PCI Express Module (MXM) — промышленный форм-фактор, созданный для ноутбуков фирмой NVIDIA. Его используют для подключения графических ускорителей.
- Кабельные спецификации PCI Express позволяют доводить длину одного соединения до десятков метров, что делает возможным создание ЭВМ, периферийные устройства которой находятся на значительном удалении[2][3].
- StackPC — спецификация для построения наращиваемых компьютерных систем. Данная спецификация описывает разъёмы расширения StackPC, FPE и их взаимное расположение.

### PCI Express ×1
| Выводы PCI Express ×1 | Выводы PCI Express ×1 | Выводы PCI Express ×1 | Выводы PCI Express ×1 |
| № вывода              | Назначение            | № вывода              | Назначение            |
| --------------------- | --------------------- | --------------------- | --------------------- |
| B1                    | +12V                  | A1                    | PRSNT1#               |
| B2                    | +12V                  | A2                    | +12V                  |
| B3                    | +12V                  | A3                    | +12V                  |
| B4                    | GND                   | A4                    | GND                   |
| B5                    | SMCLK                 | A5                    | JTAG2                 |
| B6                    | SMDAT                 | A6                    | JTAG3                 |
| B7                    | GND                   | A7                    | JTAG4                 |
| B8                    | +3.3V                 | A8                    | JTAG5                 |
| B9                    | JTAG1                 | A9                    | +3.3V                 |
| B10                   | 3.3V__AUX             | A10                   | 3.3V                  |
| B11                   | WAKE#                 | A11                   | PERST#                |
| Перегородка           |                       |                       |                       |
| B12                   | RSVD                  | A12                   | GND_A12               |
| B13                   | GND                   | A13                   | REFCLK+               |
| B14                   | PETP0                 | A14                   | REFCLK-               |
| B15                   | PETN0                 | A15                   | GND                   |
| B16                   | GND                   | A16                   | PERP0                 |
| B17                   | PRSNT2#               | A17                   | PERN0                 |
| B18                   | GND                   | A18                   | GND                   |

### Mini PCI-E
См. также M.2
Mini PCI Express — формат шины PCI Express для портативных устройств.
Для этого стандарта разъёма выпускается много периферийных устройств:
- WiFi-карты
- WiMax-карты
- GSM-модемы
- GPS-приёмники
- SSD-накопители — использует нестандартную распиновку разъёма Mini PCI-E (SSD Mini PCI Express)
- Контроллеры USB (2.0 или 3.0), SATA (I, II или III)
- Контроллер COM-портов (RS232)
- SMBus
- Выводы для индикаторных светодиодов
- Выводы подключения SIM-карт (для GSM WCDMA)[23]
- Имеет зарезервированные контакты (для будущих устройств)

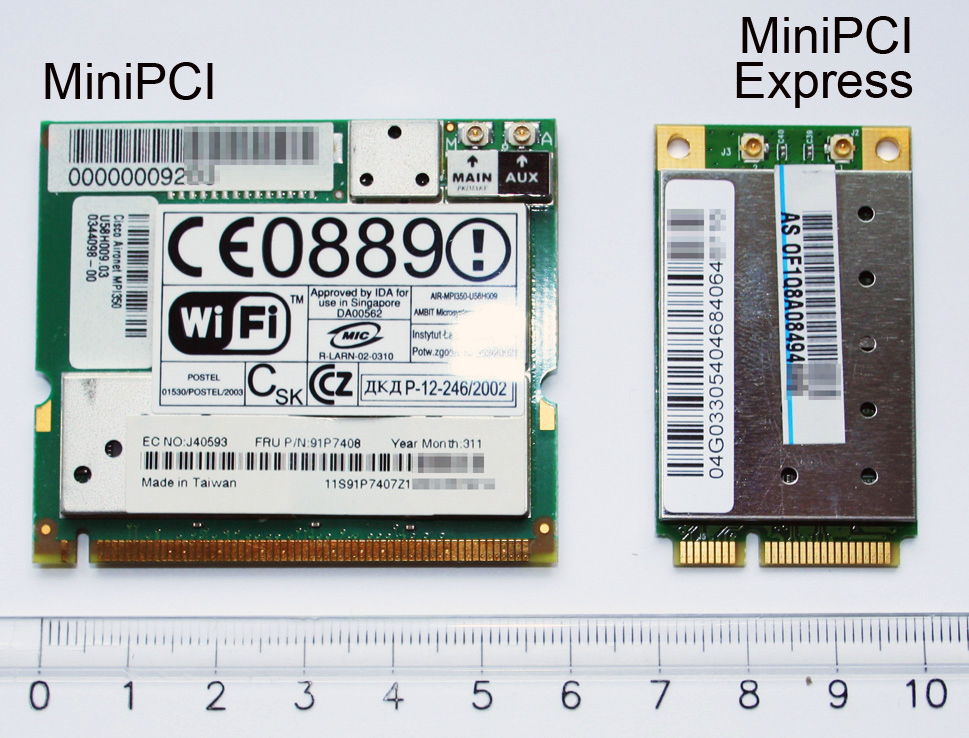
MiniPCI и MiniPCI Express

- Питание 1,5 В и 3,3 В

| Выводы Mini PCI-E | Выводы Mini PCI-E        | Выводы Mini PCI-E | Выводы Mini PCI-E |
| № вывода          | Назначение               | № вывода          | Назначение        |
| ----------------- | ------------------------ | ----------------- | ----------------- |
| 51                | Зарезервировано          | 52                | +3.3 V            |
| 49                | Зарезервировано          | 50                | GND               |
| 47                | Зарезервировано          | 48                | +1.5 V            |
| 45                | Зарезервировано          | 46                | LED_WPAN#         |
| 43                | Зарезервировано          | 44                | LED_WLAN#         |
| 41                | Зарезервировано (+3.3 V) | 42                | LED_WWAN#         |
| 39                | Зарезервировано (+3.3 V) | 40                | GND               |
| 37                | Зарезервировано (GND)    | 38                | USB_D+            |
| 35                | GND                      | 36                | USB_D-            |
| 33                | PETp0                    | 34                | GND               |
| 31                | PETn0                    | 32                | SMB_DATA          |
| 29                | GND                      | 30                | SMB_CLK           |
| 27                | GND                      | 28                | +1.5 V            |
| 25                | PERp0                    | 26                | GND               |
| 23                | PERn0                    | 24                | +3.3 Vaux         |
| 21                | GND                      | 22                | PERST#            |
| 19                | Зарезервировано (UIM_C4) | 20                | W_DISABLE#        |
| 17                | Зарезервировано (UIM_C8) | 18                | GND               |
| Перегородка       |                          |                   |                   |
| 15                | GND                      | 16                | UIM_VPP           |
| 13                | REFCLK+                  | 14                | UIM_RESET         |
| 11                | REFCLK-                  | 12                | UIM_CLK           |
| 9                 | GND                      | 10                | UIM_DATA          |
| 7                 | CLKREQ#                  | 8                 | UIM_PWR           |
| 5                 | Зарезервировано (COEX2)  | 6                 | 1.5 V             |
| 3                 | Зарезервировано (COEX1)  | 4                 | GND               |
| 1                 | WAKE#                    | 2                 | 3.3 V             |

### SSD Mini PCI Express
- PATA
- SATA
- USB
- Питание 3.3 В

| Контакты SSD Mini PCI Express | Контакты SSD Mini PCI Express | Контакты SSD Mini PCI Express | Контакты SSD Mini PCI Express |
| ----------------------------- | ----------------------------- | ----------------------------- | ----------------------------- |
| 33                            | Sata TX+                      | 34                            | GND                           |
| 31                            | Sata TX-                      | 32                            | IDE_DMARQ                     |
| 29                            | GND                           | 30                            | IDE_DMACK                     |
| 27                            | GND                           | 28                            | IDE_IOREAD                    |
| 25                            | Sata RX+                      | 26                            | GND                           |
| 23                            | Sata RX-                      | 24                            | IDE_IOWR                      |
| 21                            | GND                           | 22                            | IDE_RESET                     |
| 19                            | IDE_D7                        | 20                            | IDE_D8                        |
| 17                            | IDE_D6                        | 18                            | GND                           |
| Перегородка                   | Перегородка                   | Перегородка                   | Перегородка                   |
| 15                            | GND                           | 16                            | IDE_D9                        |
| 13                            | IDE_D5                        | 14                            | IDE_D10                       |
| 11                            | IDE_D4                        | 12                            | IDE_D11                       |
| 9                             | GND                           | 10                            | IDE_D12                       |
| 7                             | IDE_D3                        | 8                             | IDE_D13                       |
| 5                             | IDE_D2                        | 6                             | IDE_D14                       |
| 3                             | IDE_D1                        | 4                             | GND                           |
| 1                             | IDE_D0                        | 2                             | IDE_D15                       |

### ExpressCard
Слоты ExpressCard применяются в ноутбуках для подключения:
- Плат SSD накопителей
- Видеокарт
- Контроллеров 1394/FireWire (iLINK)
- Док-станций
- Измерительных приборов
- Адаптеров карт памяти (CF, MS, SD, xD, и т. д.)
- Сетевых адаптеров
- Контроллеров параллельных и последовательных портов
- Адаптеров PC Card/PCMCIA
- Дистанционного управления
- Контроллеров SATA
- Адаптеров SmartCard
- ТВ-тюнеров
- Контроллеров USB
- Беспроводных сетевых адаптеров Wi-Fi
- Беспроводных широкополосных интернет-адаптеров (3G, CDMA, EVDO, GPRS, UMTS, и т. д.)
- Звуковых карт для домашнего мультимедиа и профессиональных аудиоинтерфейсов.

### Оптический
В 2023 году комитет по стандартизации PCI-SIG начал изучать возможность использования в PCIe 8.0 или 9.0 оптических соединений вместо электрических. Это позволит сэкономить энергию, снизить тепловыделение и повысить скорость передачи данных.

## Конкурирующие протоколы
Кроме PCI Express, существует ещё ряд высокоскоростных стандартизованных последовательных интерфейсов, вот некоторые из них: HyperTransport, InfiniBand, RapidIO, и StarFabric.
Каждый интерфейс имеет своих сторонников среди промышленных компаний, так как на разработку спецификаций протоколов уже ушли значительные суммы, и каждый консорциум стремится подчеркнуть преимущества именно своего интерфейса над другими.
Стандартизированный высокоскоростной интерфейс, с одной стороны, должен обладать гибкостью и расширяемостью, а с другой стороны, должен обеспечивать низкое время задержки и невысокие накладные расходы (то есть доля служебной информации пакета не должна быть велика). В сущности, различия между интерфейсами заключаются именно в выбранном разработчиками конкретного интерфейса компромиссе между этими двумя конфликтующими требованиями.
К примеру, дополнительная служебная маршрутная информация в пакете позволяет организовать сложную и гибкую маршрутизацию пакета, но увеличивает накладные расходы на обработку пакета, также снижается пропускная способность интерфейса, усложняется программное обеспечение, которое инициализирует и настраивает устройства, подключённые к интерфейсу. При необходимости обеспечения горячего подключения устройств необходимо специальное программное обеспечение, которое бы отслеживало изменение в топологии сети. Примерами интерфейсов, которые приспособлены для этого, являются RapidIO, InfiniBand и StarFabric.
В то же время, укорачивая пакеты, можно уменьшить задержку при передаче данных, что является важным требованием к интерфейсу памяти. Но небольшой размер пакетов приводит к тому, что доля служебных полей пакета увеличивается, что снижает эффективную пропускную способность интерфейса. Примером интерфейса такого типа является HyperTransport.
Положение PCI-Express — между описанными подходами, так как шина PCI Express предназначена для работы в качестве локальной шины, нежели шины процессор-память или сложной маршрутизируемой сети. Кроме того, PCI Express изначально задумывалась как шина, логически совместимая с шиной PCI, что также внесло свои ограничения.
Также существуют специализированные шины для подключения чипсетов (между северным и южным мостом), созданные на базе физического протокола PCI Express (обычно ×4), но с иными логическими протоколами. Например, в платформах Intel используется шина DMI, а в системах AMD с чипсетом AMD Fusion — шина UMI.